# Costante di Catalan
In matematica, la costante di Catalan appare occasionalmente nelle stime in combinatorica ed è definita come
{\displaystyle \mathrm {K} =\beta (2)=\sum _{n=0}^{\infty }{\frac {(-1)^{n}}{(2n+1)^{2}}}={\frac {1}{1^{2}}}-{\frac {1}{3^{2}}}+{\frac {1}{5^{2}}}-{\frac {1}{7^{2}}}+...,}
dove β è la funzione beta di Dirichlet.  
Il suo valore numerico approssimato è
K = 0,915 965 594 177 219 015 054 603 514 932 384 110 774 ...
Non è noto se K sia un numero razionale o irrazionale.
Prende il nome dal matematico belga Eugène Charles Catalan.

## Identità integrali
Alcune identità sono:
{\displaystyle K=\int _{0}^{1}\int _{0}^{1}{\frac {1}{1+x^{2}y^{2}}}\,dx\,dy}
{\displaystyle K=-\int _{0}^{1}{\frac {\ln t}{1+t^{2}}}{\mbox{ d}}t}
{\displaystyle K=\int _{0}^{\pi /4}{\frac {t}{\sin t\cos t}}\;dt}
{\displaystyle K={\frac {1}{4}}\int _{-\pi /2}^{\pi /2}{\frac {t}{\sin t}}\;dt}
{\displaystyle K=\int _{0}^{\pi /4}\ln(\cot(t))\,dt}
{\displaystyle K=\int _{0}^{\infty }\arctan(e^{-t})\,dt}
{\displaystyle K=\int _{0}^{1}{\frac {\arctan t}{t}}dt}
{\displaystyle K={\frac {1}{2}}\int _{0}^{1}\mathrm {K} (t)\,dt}
dove K(t) è un integrale ellittico completo della prima specie.

## Utilità
K appare in combinatoria e come valore della seconda funzione poligamma, detta anche funzione trigamma, per argomenti frazionari:
{\displaystyle \psi _{1}\left({\frac {1}{4}}\right)=\pi ^{2}+8K}
{\displaystyle \psi _{1}\left({\frac {3}{4}}\right)=\pi ^{2}-8K}
Simon Plouffe ha fornito un insieme infinito di identità tra la funzione trigamma, {\displaystyle \pi ^{2}} e la costante di Catalan; queste identità sono esprimibili come percorsi su un grafo. 
Appare inoltre in riferimento alla distribuzione secante iperbolica.